# Кастюкевич, Игорь Юрьевич
И́горь Ю́рьевич Кастюке́вич (род. 6 декабря 1976, Саратов, РСФСР, СССР) — российский общественный и политический деятель. Сенатор Российской Федерации — представитель от законодательной власти Херсонской области с 20 сентября 2023 года. Вошёл в Комитет Совета Федерации по социальной политике.
Первый заместитель председателя комитета Государственной Думы по молодёжной политике (12 октября 2021 — 19 сентября 2023).. Депутат Государственной Думы Федерального собрания Российской Федерации VIII созыва (19 сентября 2021 — 19 сентября 2023). 
Член Совета при Президенте Российской Федерации по реализации государственной политики в сфере защиты семьи и детей.
Из-за поддержки российско-украинской войны находится под персональными санкциями 27 стран ЕС, Великобритании, США, Канады, Швейцарии, Австралии, Японии, Украины, Новой Зеландии.

## Биография
Родился 6 декабря 1976 года в городе Саратов.
С детства занимался спортом — плавание и борьба. Кандидат в мастера спорта по самбо.
В 1999 году окончил юридический факультет саратовского военного института внутренних войск МВД России.
С 1999 по 2003 год проходил воинскую службу в Вооружённых Силах РФ.
В 2003 году работал в Министерстве молодёжной политики, спорта и туризма Саратовской области в отделе развития видов спорта.
С 2003 по 2006 год руководил центром спортивных единоборств.
В 2006 году проходил переподготовку в академии госслужбы по президентской программе по специализации: управление персоналом.
С 2006 по 2008 год работал на должности директора Саратовского областного центра спортивной подготовки.
С 2008 по 2011 год руководил известной в регионе детско-юношеской спортивной школой по спортивным единоборствам
С 2011 по февраль 2020 года был исполнительным директором национального совета айкидо России, председателем президиума которого с 2005 года является Сергей Кириенко.
В 2017 году возглавил движение «Молодёжка ОНФ», ориентированное на работу с молодёжью, школьниками, студентами и людьми до 35 лет.
В 2018 году вошёл в состав Совета при Президенте Российской Федерации по реализации государственной политики в сфере защиты семьи и детей.
В сентябре 2021 года избран депутатом Государственную думу VIII созыва по партийным спискам. В сентябре 2023 года подал заявление о сложении полномочий депутата Госдумы; полномочия были прекращены 19 сентября 2023 года. Стал секретарем Херсонской организации «ЕР» в оккупированной части Херсонской области, наделён полномочиями сенатора РФ 21 сентября 2023 года.

## Деятельность
Кастюкевич является автором нескольких проектов, которые стали лауреатами социальных и культурных конкурсов. Например, проект «Приведи ребёнка в спорт!» помогает родителям и детям понять какую спортивную секцию выбрать, как полюбить активный образ жизни.
Инициатор всероссийского проекта «Тренер» по социализации трудных подростков.
В 2020 году стал одним из победителем конкурса «Лидеры России. Политика»
Летом 2021 года руководил добровольческой миссией по ликвидации последствий лесных пожаров в Якутии, под его руководством около сотни волонтёров из 19 регионов страны на протяжении двух недель помогали восстанавливать республику после пожаров.
В ходе российского вторжения на Украину, Кастюкевич занимался организацией депортации украинских детей из дома ребёнка в оккупированной Херсонской области Украины. 30 июня 2023 года генпрокуратора Украины объявила о подозрении Кастюкевичу по делу о депортации в Россию 48 детей из Украины. По версии следствия, Кастюкевич непосредственно руководил процессом депортации детей из Дома ребенка в Херсоне.

## Международные санкции
Из-за поддержки российской агрессии и нарушения территориальной целостности Украины во время российско-украинской войны находится под персональными международными санкциями разных стран.
23 февраля 2022 года внесён в санкционные списки стран Евросоюза за действия и политику, которые подрывают территориальную целостность, суверенитет и независимость Украины и еще больше дестабилизируют Украину.
24 февраля 2022 года включён в санкционный список Канады «близких соратников режима» за голосование о признании независимости «так называемых республик в Донецке и Луганске».
24 марта 2022 года, на фоне вторжения России на Украину, включён в санкционный список США за «соучастие в войне Путина» и «поддержку усилий Кремля по вторжению в Украину», Госдеп США заявил что депутаты Госдумы используют свои полномочия для преследования инакомыслящих и политических оппонентов, нарушают свободу информации, ограничивают права человека и основные свободы граждан России.
По аналогичным основаниям, с 11 марта 2022 года находится под санкциями Великобритании. С 25 февраля 2022 года находится под санкциями Швейцарии. С 26 февраля 2022 года находится под санкциями Австралии. С 12 апреля 2022 года находится под санкциями Японии. Указом президента Украины Владимира Зеленского от 7 сентября 2022 находится под санкциями Украины. С 3 мая 2022 года находится под санкциями Новой Зеландии.

## Награды
- Медаль ордена «За заслуги перед Отечеством» II степени (2018)
- Орден Мужества (2022)[32]

## Семья
Женат, есть ребёнок.